# (17431) Sainte-Colombe
(17431) Sainte-Colombe (1989 RT) – planetoida z pasa głównego asteroid okrążająca Słońce w ciągu 3,59 lat w średniej odległości 2,22 j.a. Odkrył ją belgijski astronom Eric Walter Elst 3 września 1989 roku. Nazwana na cześć kompozytora Jean de Sainte-Colombe.